# Olentzero
Olentzero es un personaje de la tradición navideña vasca. Se trata de un carbonero mitológico que trae los regalos el día de Navidad en las comunidades autónomas de Navarra y el País Vasco, así como en el País Vasco francés (región histórica de Francia). Su origen está en la zona de Lesaca, Navarra.

## El personaje
El Olentzero es representado como un hombre grueso, desharrapado, manchado de carbón, de buen comer. Aita Donostia lo describe como "cabezón muy inteligente" (buruhandia, entendimenduz jantzia) o "puerco barrigudo" (urde tripaundia). Su singular característica es que vive aislado de la sociedad dedicado a hacer carbón vegetal en el bosque gustándole comer y beber bien y cada invierno baja de las montañas a los pueblos.
La primera referencia en la historia es con los Fueros Navarros.[cita requerida] Según el historiador del siglo XVII, Isasti de Lezo,Onenzaro es el nombre recibido por la víspera de Nochebuena.[cita requerida]

## El simbolismo

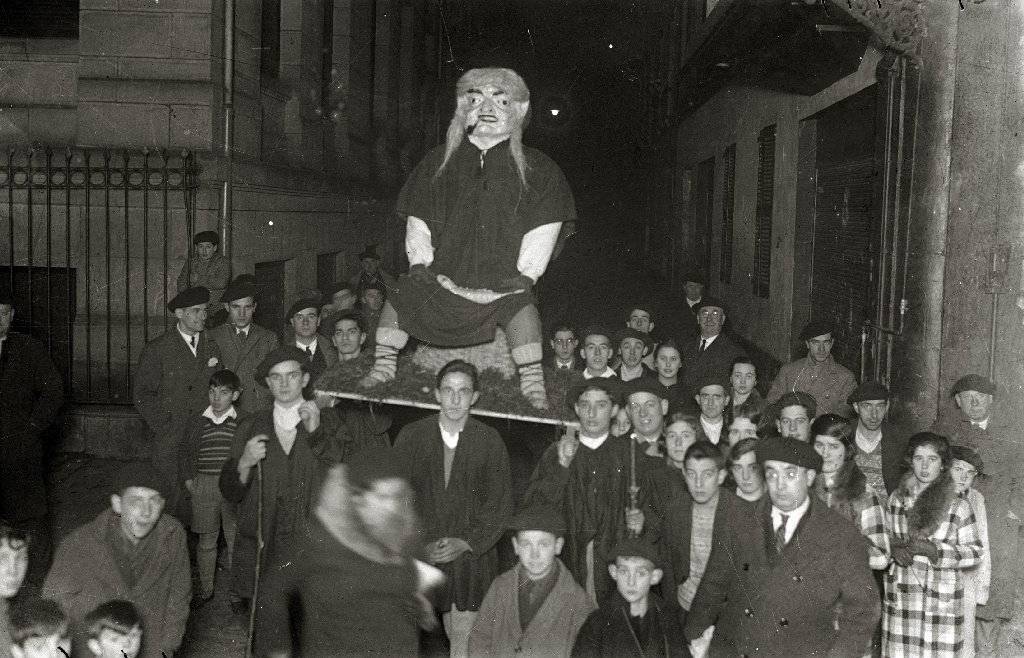
Olentzero en San Sebastián (1931).

La hipótesis más extendida es que el origen de Olentzero es anterior a la cristianización de Navarra y que, como indica Claude Labat "el personaje de Olentzero debe ser ubicado dentro de las celebraciones del solsticio de invierno".
Hay constancia de la existencia en el territorio vasco de la conmemoración del solsticio de invierno y el renacimiento de la naturaleza y del sol. En esta línea, el aspecto desharrapado, descuidado y viejo del personaje simbolizaría el tiempo pasado y su quema, manera habitual en la que terminaba el pasacalles del día de Nochevieja, representa la destrucción de toda relación con el "tiempo viejo" y el recibimiento de un nuevo tiempo. El paso de un tiempo que ya muere a uno renovado y lleno de vida, en palabras de J.M. Satrústegui, "supone dejar el camino libre al año que llega".
Esta hipótesis está relacionada con costumbres locales similares. En Álava, Navarra, La Rioja y la comarca burgalesa de La Bureba el día anterior de Nochevieja viene un hombre que tiene "tantos ojos" como días del año y el día de Nochevieja "tantas narices" como días del año. En Larráun denominan a Olentzaro "el hombre de los 366 ojos".
El cristianismo adaptó las costumbres locales anteriores a sus nuevas creencias. El personaje Olentzero se habría convertido en el anunciador de la noticia del nacimiento de Jesús (como también lo hicieron los gentiles, que coinciden con Olentzero en el tipo de vida aislado que mantienen). Se dota al personaje de un significado cristiano y hogareño acorde con las enseñanzas de la Iglesia católica. La comparación con el nórdico Papá Noel, en particular en el País Vasco Francés, fue inevitable.

## La evolución
Desde la representación del "tiempo viejo" hasta la actual encarnación del bonachón carbonero que hace regalos a los niños se ha producido una evolución muy profunda. La mayor parte de la misma se ha realizado en la última parte del siglo XX.
El personaje de leyendas relacionadas con el sincretismo entre la mitología vasca y las tradiciones cristianas locales: un gigante o jentil que se convierte al cristianismo, da paso a las versiones más modernas de un carbonero que vivía en el monte y al que no le gustaban nada los niños. Cuando bajaba al pueblo a vender el carbón los niños se escondían de él. En el siglo XX la figura de Olentzero incorporó elementos de las tradiciones de Papá Noel-Santa Claus, de los Reyes Magos y del Niño Jesús convirtiéndose en un personaje que el día de Navidad trae regalos a los niños.

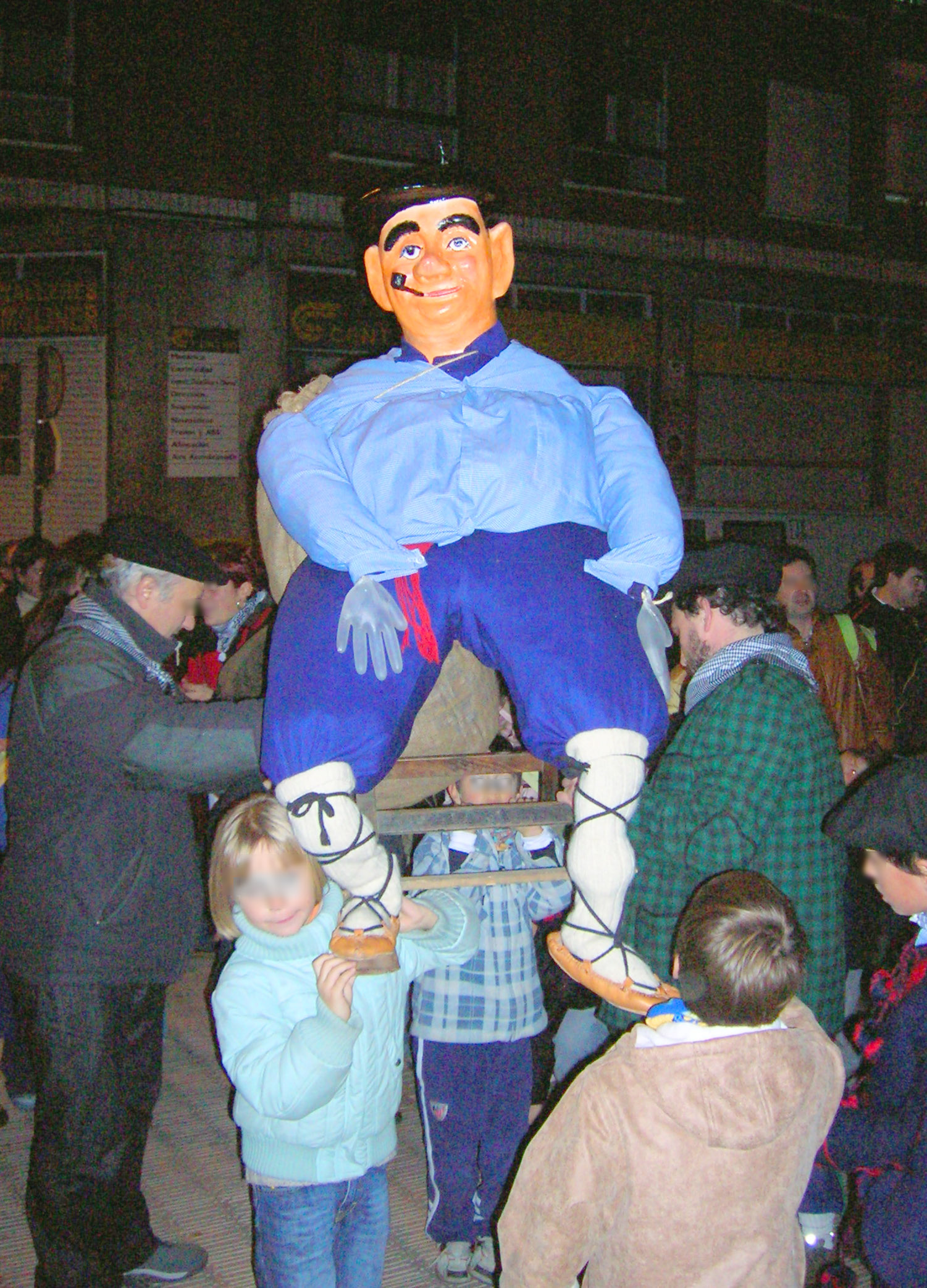
Coro portando un Olentzero en Baracaldo (Vizcaya).

Su historia se ha enriquecido con relatos e iconografía contemporánea. Unas versiones inciden más en los aspectos cristianos de su historia; otras eliminan los aspectos religiosos, pero conservan los mágicos, y otras suprimen todos los aspectos sobrenaturales de su historia, de forma que puede ser seguido por otras religiones e incluso por ateos. Hay versiones que lo convierten en un embajador de buena voluntad y espiritualidad, mientras la publicidad comercial incide en el aspecto de los regalos materiales. Además, algunos grupos inciden en los aspectos de la nacionalidad y la cultura vasca de la tradición, mientras otros los evitan. La versión tradicional lo suele presentar sucio, y fumando en pipa, aunque muchas veces, especialmente para el comercio, se crean muñecos de Olentzero limpios y sin tabaco. Hay quien lo considera una figura burlesca, y otros venerable. Así la canción tradicional de Olentzero, que en muchas versiones lo describe como entendimendu gabea ("sin entendimiento"), en otras versiones lo proclama entendimentuz jantzia ("(re)vestido de entendimiento").

## Nombres y etimología
La denominación más común de este personaje es la de Olentzero tal y como se utiliza en Guipúzcoa. En Navarra recibe las denominaciones de Olentzaro, Orantzaro (en la zona de Beruete y Leiza) y Onontzaro en la zona de Larráun.
Dependiendo de la localidad hay distintas variantes de este nombre: "Olentzaro" (Oreja, Lesaca y Araquil), "Olentzero" (Vera de Bidasoa, Irún, Oyarzun, Vitoria y San Sebastián), "Orentzaro" (Zarauz), "Onentzaro" (Andoáin), u "Orantzaro" (Berástegui y Larráun).
Sobre la etimología del nombre hay diversas hipótesis. Lope de Isasi, ya en el siglo XVII decía que podría venir de las palabras vascas onen, "bueno" y zaro, "tiempo" o "época", es decir de onenzaro, "tiempo de lo bueno". Esta hipótesis la defendió también, ya en el siglo XX Resurrección María de Azkue. Una versión de la misma hipótesis es que el término Onentzaro podría estar relacionado con Onentzat aro u Onentzako aro ("época para los buenos", en euskera). Caro Baroja expuso la hipótesis de que la palabra, y en particular su comienzo con la vocal "O" está relacionada con los cantos que se realizaban en la liturgia cristiana entre los días 17 y 23 de diciembre que comenzaban con dicha letra. Pio Baroja dice de él que por tener tiene hasta nombres distintos, por ejemplo en Zarauz es conocido como Orenzago, en San Sebastián como Orentzaro. Y apunta leyendas que le contaban sobre él en sentido negativo: "Era un gigante que bajaba por la chimenea con la cara tiznada, con los ojos rojos y el aire fiero". También se decía que en la Zurriola metía a los chicos y se los llevaba al mar. En algunas partes se creía que venía con una hoz a cortar la cabeza de los niños.
Otra hipótesis poco creíble es que tiene relación con el término vasco oles que se suele utilizar en canciones de ronda donde se pide cuestaciones económicas o en especie destinadas, normalmente, a la celebración de una merienda o cena posterior, o a la petición de limosnas para una buena causa.
Otros investigadores indican que el núcleo Olen proviene de una modificación de la palabra francesa Noël, Navidad, lo que es imposible dado el hecho que la forma primitiva es Onen.
También, en el siglo XVI se celebraba con regalos en el solsticio de invierno el "Onentzaro", la "época de los buenos" o "buena época".

## Música

### Canción tradicional
| Olentzero joan zaigu mendira lanera intentzioarekin ikatz egitera. Aditu duenean Jesus jaio dala lasterka etorri da berri ematera. Horra! Horra! Gure Olentzero! Pipa hortzetan duela eserita dago kapoiak ere baitu arraultzatxoekin bihar meriendatzeko botila ardoakin. Olentzero buruhandia entendimentuz jantzia bart arratsian edan momento bost arruako sagia ai, urde tripahaundia la, lara, lara ai, urde tripahaundia la, lara, lara, laralara. | Olentzero se ha ido al monte a trabajar con la intención de hacer carbón. Cuando ha oído que ha nacido Jesús ha venido corriendo a dar la buena noticia. ¡Allí! ¡Allí! Nuestro Olentzero tiene la pipa en la boca y está sentado. También tiene gallos Con huevecitos Mañana para merendar botella con vino Olentzero cabezón tan sabio ayer por la tarde se bebió un montón de litros de vino. ¡Ay, menudo tripón! la, lara, lara ¡Ay, menudo tripón! lara, larala, laralala. |

El cantautor Gontzal Mendibil dedicó todo un disco, Olentzaro de 1993, a esta tradición. La canción tradicional de Olentzero fue versionada por el grupo de punk rock Zarama.

## Mari Domingi

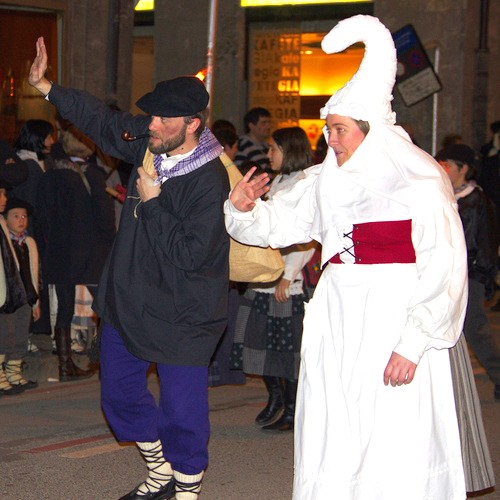
Pareja caracterizada como Olentzero y Mari Domingi en Nochebuena de 2012 en Tolosa.

Desde 1994 se ha introducido la figura de Mari Domingi (una mujer mencionada en una canción tradicional en euskera) como acompañante de Olentzero, con la intención de evitar el supuesto sexismo que tendría el dar todo el protagonismo a un personaje masculino. Diversas voces —sobre todo feministas— han criticado que se altere la tradición de este modo con el fin de dar a Mari Domingi un rol que a fin de cuentas resulta netamente secundario.

## Costumbres y muñecos
Una de las funciones actuales de Olentzero es muy similar a la de los tres sabios de oriente o Papá Noel: los niños escriben sus cartas a Olentzero pidiéndole regalos, se las dan a sus padres, y algunos de estos regalos aparecen en casa en la mañana de Navidad. En el País Vasco y Navarra hay localidades en los que se celebra un desfile o cabalgata de Olentzero la víspera de Navidad, otros en que se celebra una cabalgata de Reyes la tarde del 5 de enero, y otros en que se celebran ambas. Como excepción, en Ermua (Vizcaya) el desfile de recepción de Olentzero se realiza el 31 de diciembre (sin embargo la Cabalgata de Reyes se efectúa en la fecha habitual). En dichos desfiles Olentzero puede aparecer representado por un muñeco o por una persona vestida del carbonero. Este desfile fue recuperado en muchas poblaciones del País Vasco tras el franquismo, ya que durante esa época fue prohibido por la dictadura [cita requerida] .
Es costumbre que grupos de vecinos paseen un muñeco caracterizado de Olentzero (con la cara manchada de carbón, ropa tradicional, txapela, pipa, un saco con regalos, con vestimenta típica vasca) por las calles en Nochebuena, cantando y pidiendo dinero para algún colectivo humanitario, social o para sus propias actividades de ocio. Como despedida a este personaje, en eventos especiales es común incinerar al muñeco al finalizar, bien en la misma tarde-noche de Nochebuena, bien después de las navidades.
La imagen de Olentzero es un elemento característico y frecuente en la decoración navideña de establecimientos y mobiliario urbano en el País Vasco y Navarra.

### Controversias políticas sobre Olentzero
Durante unos años del franquismo, la figura de Olentzero estuvo prohibida en Pamplona por el Gobierno Civil, hasta que unos años después pudo desfilar por las calles de la capital navarra. El gobernador civil alegó que "aparte de no ser tradicional en esta ciudad, tal vez no encaje por su carácter profano, en el total significado de la fiesta a celebrar", y autorizó el desfile en "su parte religiosa", la referida al Nacimiento, "sin que la autorización sea extensiva a la salida del Olentzero".
En los últimos años en alguna de las comitivas de Olentzero en Pamplona se han incorporado grupos con pancartas en contra de la dispersión de los presos de ETA con sus fotos. Por ello, el ayuntamiento de Pamplona solicitaba fianzas para su realización. En el 2009 decidió que estas celebraciones ya no contarán con el permiso municipal y que las solicitudes serán consideradas una "solicitud de manifestación" y remitidas a la Delegación del Gobierno. Recientemente las comisiones organizadoras de los barrios han solicitado el permiso con «El deseo de poder ver a Olentzero en cada barrio repartiendo caramelos y sonriendo, en un ambiente festivo y alegre». Los últimos años los pasacalles de Olentzero se han vuelto a celebrar con normalidad y ajenos a la polémica.
En la gran mayoría de los pueblos de Navarra y el País Vasco se celebra el desfile y entrega de regalos de Olentzero sin ningún tipo de incidente [cita requerida]. Por otra parte, también han existido quienes han actuado contra muñecos de Olentzero, a pesar de que también el franquismo en ocasiones toleró en Pamplona esta celebración. En Areso (Navarra) tradicionalmente se dejaba a Olentzero durante la noche de Navidad en la plaza mayor del pueblo. Durante los años 2003, 2004 y 2005 el muñeco desaparecía siendo encontrado días más tarde destrozado. En 2005 los vecinos descubrieron, finalmente, que eran agentes de la Guardia Civil de servicio los que realizaban tal vandalismo, resultando finalmente expedientados y trasladados a otras localidades dos agentes de dicho cuerpo. El hecho tuvo repercusión en toda España.